# James Gosling
James Gosling, född 19 maj 1955 i Alberta, Kanada, är en kanadensisk programmerare. Han är en av skaparna av programspråket Java.
Gosling doktorerade 1983 vid Carnegie-Mellon University.